# حسن مارتن
حسن مارتن (12 نوفمبر 1995 في الولايات المتحدة - ) (بالإنجليزية: Hassan Martin)‏ هو لاعب كرة سلة أمريكي في مركز هجوم قوي الجسم. لعب مع Rhode Island Rams ‏.

## وصلات خارجية
- حسن مارتن على موقع كرة السلة الأوروبية.كوم (الإنجليزية)
- حسن مارتن على موقع كلية كرة السلة في سبورتس رفرنس.كوم (الإنجليزية)
- حسن مارتن على موقع ريلجم (الإنجليزية)
- حسن مارتن على موقع بروبوليرز (الإنجليزية)
- حسن مارتن على موقع سبورتس رفرنس (الإنجليزية)